# Distrito de Praga-Oeste
El distrito de Praga-Oeste (en checo: Okres Praha-západ) es uno de los doce distritos de la región de Bohemia Central en Chequia. Abarca la periferia occidental de la capital nacional Praga, que es la capital del distrito pese a no formar parte del mismo.

## Localidades (población año 2018)
- Bojanovice 470
- Bratřínov 190
- Březová-Oleško 1155
- Buš 337
- Černolice 450
- Černošice 7045
- Červený Újezd 1296
- Choteč 382
- Chrášťany 929
- Chýně 2963
- Chýnice 385
- Číčovice 298
- Čisovice 1069
- Davle 1685
- Dobříč 330
- Dobřichovice 3620
- Dobrovíz 550
- Dolní Břežany 3993
- Drahelčice 1011
- Holubice 1896
- Horoměřice 4145
- Hostivice 8341
- Hradištko 2142
- Hvozdnice 489
- Jeneč 1270
- Jesenice 9132
- Jílové u Prahy 4722
- Jíloviště 633
- Jinočany 1933
- Kamenný Přívoz 1408
- Karlík 531
- Klínec 705
- Kněževes 599
- Kosoř 901
- Kytín 541
- Lety 1535
- Libčice nad Vltavou 3379
- Libeř 1424
- Lichoceves 391
- Líšnice 715
- Měchenice824
- Mníšek pod Brdy 5712
- Nučice 2211
- Ohrobec 1310
- Okoř 103
- Okrouhlo 694
- Ořech 983
- Petrov 688
- Pohoří 372
- Průhonice 2820
- Psáry 3917
- Ptice 842
- Řevnice 3506
- Řitka 1211
- Roblín 227
- Roztoky 8403
- Rudná 5116
- Slapy 833
- Statenice 1479
- Štěchovice 1986
- Středokluky 1150
- Svrkyně 299
- Tachlovice 909
- Třebotov 1440
- Trnová 416
- Tuchoměřice 1496
- Tursko 829
- Úholičky 781
- Úhonice 1121
- Únětice 747
- Velké Přílepy 3400
- Vestec 2601
- Vonoklasy 547
- Vrané nad Vltavou 2581
- Všenory 1640
- Zahořany 283
- Zbuzany 1276
- Zlatníky-Hodkovice 1307
- Zvole 1860[1]